# Reprezentacja Nowej Zelandii U-21 w rugby union mężczyzn
Reprezentacja Nowej Zelandii U-21 w rugby union mężczyzn – juniorski zespół Nowej Zelandii w rugby union. Za jego funkcjonowanie odpowiedzialny był New Zealand Rugby Union, członek IRB oraz FORU.
Zespół po raz pierwszy zebrał się w 1955 roku, zaś od 1978 roku był powoływany corocznie. W 1980 roku zorganizowano pierwszy mecz międzynarodowy z australijskimi rówieśnikami, który stał się następnie corocznym sprawdzianem tej kadry. Od 1995 wraz z partnerami z półkuli południowej uczestniczył w turnieju, który uzyskał następnie rangę mistrzostw świata w tej kategorii wiekowej. Zespół triumfował w nim w latach 1995, 2000, 2001, 2003 i 2004.
Do końca 2003 roku drużyna rozegrała 53 spotkania, doznając trzynastu porażek – dziewięciu z Australijczykami, trzech z RPA, raz natomiast lepsi okazali się Argentyńczycy, bilansu dopełniał jeden remis z Australią.
Ostatnim meczem tej drużyny była przegrana towarzyska potyczka z seniorską reprezentacją Kanady w czerwcu 2007 roku. W 2008 roku z uwagi na reformę rozgrywek juniorskich dokonaną przez IRB wraz z kadrą U-19 ustąpiła miejsca reprezentacji U-20.